# Saint-Bris-le-Vineux
Saint-Bris-le-Vineux ist eine französische Gemeinde mit 1.024 Einwohnern (Stand: 1. Januar 2022) im Département Yonne in der Region Bourgogne-Franche-Comté; sie gehört zum Arrondissement Auxerre und zum Kanton Auxerre-3 (bis 2015: Kanton Auxerre-Est).

## Geographie
Saint-Bris-le-Vineux liegt etwa fünf Kilometer südsüdöstlich von Auxerre an der Yonne, die im Westen die Gemeinde begrenzt. Umgeben wird Saint-Bris-le-Vineux von den Nachbargemeinden Augy im Norden und Nordwesten, Quenne im Norden, Chitry im Nordosten, Saint-Cyr-les-Colons im Osten, Irancy im Süden und Südosten, Vincelottes im Süden, Escolives-Sainte-Camille im Südwesten sowie Champs-sur-Yonne im Westen.

## Bevölkerungsentwicklung
| Jahr                      | 1962 | 1968 | 1975 | 1982 | 1990 | 1999 | 2006 | 2013 |
| Einwohner                 | 895  | 902  | 893  | 943  | 1015 | 1045 | 1095 | 1085 |
| Quelle: Cassini und INSEE |      |      |      |      |      |      |      |      |

## Weinbau
Besondere Bedeutung genießt der Weinbau am hiesigen Ort unter der geschützten Appellation Saint-Bris; hier werden insbesondere Sauvignon-Weißweine produziert. In geringerem Umfang wird Lesegut der Rebsorte Sauvignon Gris eingesetzt.

## Sehenswürdigkeiten
- Kirche Saint-Prix-et-Saint-Cot aus dem 12. Jahrhundert mit Umbauten aus dem 15. Jahrhundert, seit 1904 Monument historique, Renaissanceportal seit 1960 separates Monument historique

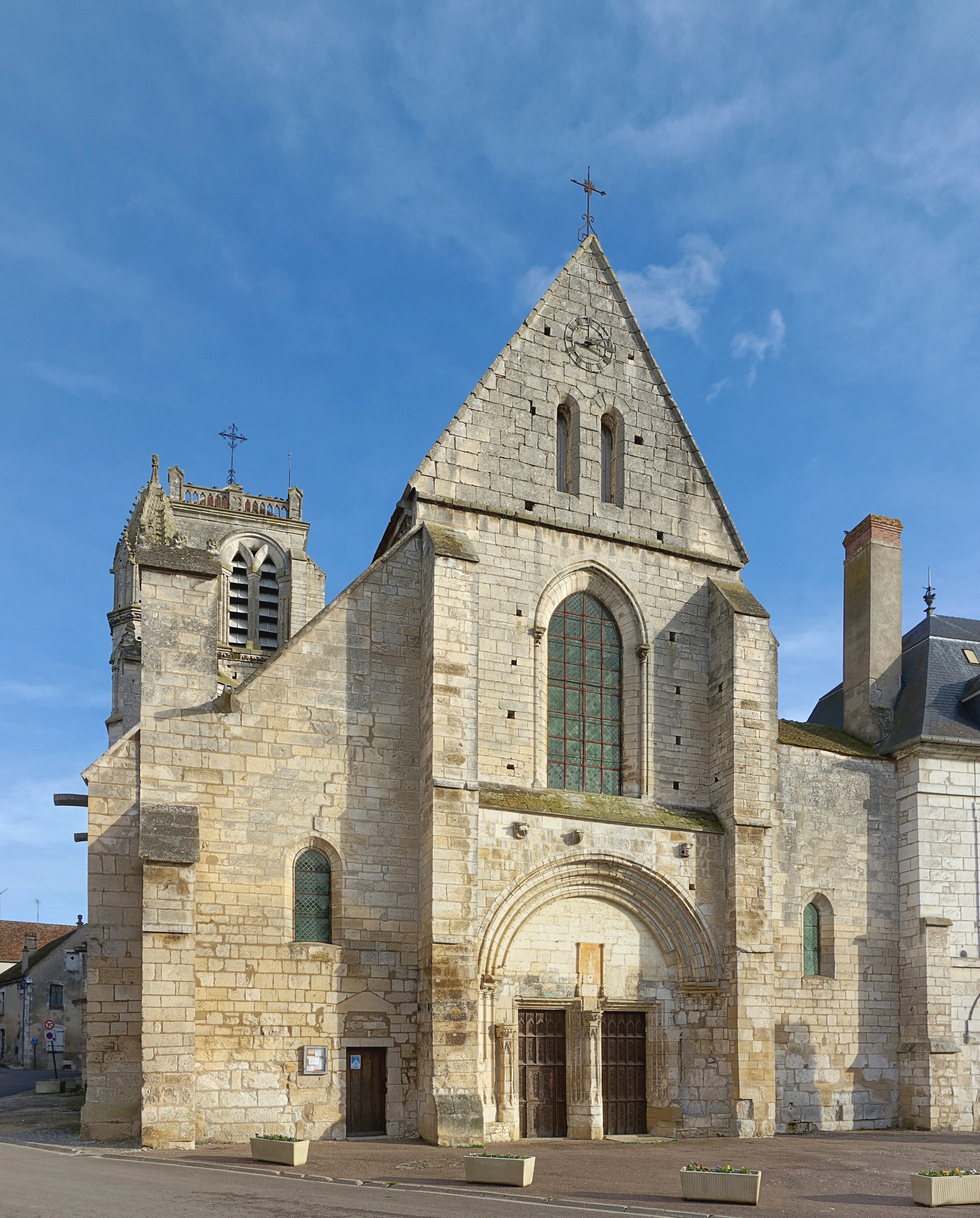
Kirche Saint-Prix-et-Saint-Cot

## Gemeindepartnerschaften
Mit der deutschen Gemeinde Schoden in Rheinland-Pfalz seit 1984 und mit der britischen Gemeinde Wrea Green in Lancashire (England) seit 2005 bestehen Partnerschaften.

## Persönlichkeiten
- Dreux IV. de Mello (1138–1218), Herr von Saint-Brix
- Jean-Baptiste Bienvenu-Martin (1847–1943), Politiker, Bildungs- (1904–1906), Justiz- (1913) und Sozialminister (1914–1915)
- Jean-Marc Thibault (1923–2017), Regisseur